# بدن من (ترانه حادیثه)
«بدن من» تک‌آهنگی از حادثه است که در  ۱۸ فوریه ۲۰۰۸ منتشر شد.